# Prefectura Saitama
Prefectura Saitama (埼玉県 Saitama-ken?) este o prefectură în Japonia. Centrul administrativ al prefecturii este municipiul Saitama.

## Geografie

### Municipii
Prefectura cuprinde 40 localități cu statut de municipiu (市):
| - Ageo - Asaka - Chichibu - Fujimi - Fujimino - Fukaya - Gyōda - Hannō - Hanyū - Hasuda | - Hidaka - Higashimatsuyama - Honjō - Iruma - Kasukabe - Kawagoe - Kawaguchi - Kazo - Kitamoto - Kōnosu | - Koshigaya - Kuki - Kumagaya - Misato - Niiza - Okegawa - Saitama (centrul prefectural) - Sakado - Satte - Sayama | - Shiki - Shiraoka - Sōka - Toda - Tokorozawa - Tsurugashima - Wakō - Warabi - Yashio - Yoshikawa |